# Maida Hundeling
Maida Hundeling (* Bizerta, Tunisko) je německá operní pěvkyně. Je držitelkou Ceny Thálie v oboru opera za rok 2017. Jejím manželem je operní pěvec Jan Vacík.  

## Život
Narodila se v tuniské Bizertě, kde její rodiče zrovna byli pracovně. Ve městě bydleli přibližně dalších pět let, než se rozhodli vrátit se zpět do Německa, a to do města Bramsche. Už jako malá zpívala v kostelním dětském sboru a hrála na zobcovou flétnu a klavír. Následně se rozhodla přihlásit se na základní uměleckou školu na zpěv. Nikdy nechtěla být operní zpěvačkou, ale její učitel barytonista Werner Schürmann poznal, že pro její hlas by byl dobrý operní repertoár. Začala zpívat v externím operním sboru v opeře v Osnabrücku, kde v této pozici poprvé vystoupila v opeře Peter Grimes a právě zde si zalíbila operní divadlo. V roce 1997 se ve Vídni účastnila mistrovského pěveckého kurzu pod vedením Waltera Berryho, kde se seznámila se sopranistkou Oliverou Miljaković, ke které následně chodila ke studiu zpěvu a interpretace. Roku 1999 hostovala s metalovou skupinou Therion na různých festivalech. Další angažmá dostala v divadla ve Schwerinu, kde působila dva roky a během toho obdržela stipendium od Společnosti Richarda Wagnera v Bayreuthu. Sólistkou opery se stala v roce 2001 v Eisenachu. Její první zdejší velkou rolí byla Agata v Čarostřelci. V angažmá zde byla do roku 2003, kdy se rozhodla pracovat na volné noze.
Díky jejímu nastudovanému repertoáru vystoupila v premiéře Nížině v německém Trevíru. Autorem scény byl Daniel Dvořák a inscenace se připravovala jako koprodukční projekt s Národním divadlem v Praze. Když se zde ve Státní opeře v roce 2003 uváděla, inscenátoři ji nabídly, zda by ve hře neúčinkovala a nabídku přijala. Vystupovala zde v roli Marty a odstartovalo to její účinkování v českých divadlech. Kromě Prahy několikrát vystupovala v Národním divadle moravskoslezském a Národním divadle Brno. Její hostování je především na německých, rakouských, českých a slovenských jevištích. Vystupuje ale i mimo střední Evropu. Vystupovala v italských operních domů v Bolzanu, Modeně, Piacenze, Ferraře, Bari, Benátkách a roku 2010 ztvárnila Alžbětu v Tannhäuseru v milánské La Scale. Kromě toho zpívala například v Edmontonu, Houstonu, Japonsku, Lublani, Montrealu, Rijece, Salt Lake City nebo v Záhřebu. Během sezony 2015/2016 ztvárnila Turandot v newyorské Metropolitní opeře. V této roli se roku 2019 představila v Pekingské opeře.  V roce 2021 poprvé vystoupila ve veronské Aréně a roku 2022 debutovala jako Ortruda v londýnské Covent Garden.
Za svou práci byla několikrát nominována na cenu Thálie v oboru opera. Nejprve to bylo za rok 2007 za ztvárnění role Senty v Bludném Holanďanovi v Severočeském divadle opery a baletu v Ústí nad Labem. Dále byla v užší nominaci za rok 2013 za roli Elsy z Brabantu v opeře Lohengrin v Národním divadle moravskoslezském v Ostravě a v širší nominaci v roce 2023 za dvojroli Alžběty a Venuše v inscenaci Tannhäuser také v Ostravě. Cenu ale obdržela za rok 2017 za ztvárnění role Desdemony v Othellovi v Národním divadle moravskoslezském v Ostravě.
Jejím manželem je operní pěvec Jan Vacík. Během letního festivalu ve Schwerinu zpíval v Aidě Radamèse, Maida Kněžku a právě zde se do sebe zamilovali. Nejprve bydleli v Praze, ale později si pořídili dům v Bavorském lese blízko českých hranic.

## Operní role
Národní divadlo
- Adriana Lecouvreur – role Adriana Lecouvreur
- Aida – role Aida
- Bludný Holanďan – role Senta
- Don Giovanni – role Donna Anna
- Hoffmannovy povídky – role Giulietta
- Její pastorkyňa – role Jenůfa
- Maškarní ples – role Amélie
- Nížina – role Marta
- Řecké pašije – role Vdova Kateřina
- Tosca – role Floria Tosca
- Turandot – role Turandot

Národní divadlo moravskoslezské
- Její pastorkyňa – role Jenůfa
- Lohengrin – role Elsa z Brabantu
- Nabucco – role Abigail
- Othello – role Desdemona
- Tannhäuser – role Alžběta
- Tosca – role Floria Tosca

Národní divadlo Brno
- Její pastorkyňa – role Jenůfa
- Tosca – role Floria Tosca
- Turandot – role Turandot